# إريك بروهن
إريك بروهن (بالدنماركية: Erik Bruhn)‏ (مواليد 3 أكتوبر 1928 - الوفاة 1 أبريل 1986) هو راقص ومصمم رقصات وممثل دنماركي بدأ مسيرته الفنية عام 1947. بالإضافة إلى كونه مدير شركة ومؤلف.

## السيرة الذاتية
وُلِد إيريك بروهن في كوبنهاغن في الدنمارك، وهو الطفل الرابع والذكر الأول لإيلين (ابنة إيفرز) التي كانت تملك محلاً لتصفيف الشعر وهو الطفل الثالث لإيرنست بروهن. تزوج والداه قبل مولده بفترة قصيرة. بدأ بروهن التدريب مع فرقة الباليه الملكي الدنماركي وعمره تسع سنوات، وظهر بشكل غير رسمي لأول مرة على مسرح الأوبرا الملكي في كوبنهاغن عام 1946م، فقام بدور الراقص أدونيس في رقصة ثورفالدسن لهارالد لاندر. وضمته الفرقة لها بصورة دائمة عام 1947م وهو في الثامنة عشر من عمره. قدم بروهن أول عرض له استمر لفترة متواصلة مع الفرقة الدنماركية عام 1947م، ورقص ستة أشهر مع فرقة الباليه الحضرية التي لم تستمر كثيرًا في إنجلترا والتي كوَّن فيها أول دويتو مع راقصة الباليه البلغارية سونيا أروفا. ثم عاد إلى الباليه الملكي الدنماركي في ربيع عام 1948م وترقى إلى راقص منفرد عام 1949م، وهو أعلى مستوى يمكن أن يصل إليه راقص الباليه الدنماركي. وبعدها غادر فرقة الباليه الملكي مرة أخرى عام 1949م وانضم إلى مسرح الباليه الأمريكي في مدينة نيويورك واستمر في الرقص بانتظام على هذا المسرح لمدة الأعوام التسعة التالية، بالرغم من أن فرقته الأصلية هي فرقة الباليه الملكي الدنماركي.
توفي بروهن في مستشفى تورونتو العام من جراء سرطان الرئة في 1 أبريل 1986، عن عمر يناهز السابعة والخمسين.

## وصلات خارجية
- Ballet Encyclopedia
- ABT Biography and Credits
- The National Ballet of Canada Biography
- Archive footage of Alicia Alonso and Erik Bruhn in Pas de Deux from Giselle, Act II in 1955 at Jacob's Pillow
- Erik Bruhn entry in the Columbia Encyclopedia
- Erik Bruhn entry in the Concise Encyclopædia Britannica
- glbtq Biography
- NY Times obituary by John Rockwell, 2 April 1986
- إريك بروهن على موقع IMDb (الإنجليزية)
- إريك بروهن على موقع الموسوعة البريطانية (الإنجليزية)
- إريك بروهن على موقع ميوزك برينز (الإنجليزية)
- إريك بروهن على موقع قاعدة بيانات الفيلم (الإنجليزية)
- I'm the Same Only More review, New York Times
- "Erik+Bruhn"# Erik Bruhn on Google Video[وصلة مكسورة]
- Erik Bruhn on YouTube
- Bournonville and Ballet Technique (1961) by Erik Bruhn on-line text
- Review of Erik Bruhn - Billedet indeni (in English)